# ملكة جمال الولايات المتحدة الأمريكية 2019
ملكة جمال الولايات المتحدة الأمريكية 2019 (بالإنجليزية: Miss USA 2019)‏ هي مسابقة ملكة جمال الولايات المتحدة الأمريكية الثامنة والستين في تاريخ مسابقة ملكة جمال الولايات المتحدة الأمريكية منذ انطلاقتها عام 1952، عقدت مسابقة في منتجع غراند سييرا في رينو بولاية نيفادا في 2 مايو 2019 ، في نهاية هذا الحدث توجت تشيسلي كريست من ولاية كارولاينا الشمالية بمسابقة ملكة جمال الولايات المتحدة الأمريكية 2019 من قبل مكلة جمال السابقة ساره روز سامرس من نبراسكا
تتويج تشيسلي كريست من ولاية كارولاينا الشمالية في نهاية الحدث، يجعلها ثالث متنافسة من ولاية كارولاينا الشمالية تتويج باللقب، وعاشر ملكة جمال أفريقية أمريكية تتوج باللقب مسابقة الولايات المتحدة الأمريكية، مثلت تشيسلي بلدها الولايات المتحدة في مسابقة ملكة جمال الكون 2019. وهذه ثاني مرة على التوالي التي تقام فيها المسابقة بالتزامن مع مسابقة ملكة جمال مراهقات الولايات المتحدة الأمريكية 2019. في مصادفة تحدث للمرة الأولى في التاريخ الأمريكي لمسابقات الجمال الثلاثة الكبرى في الولايات المتحدة الأمريكية، حيث حصلت ثلاث نساء سمراوات على لقب «ملكة جمال» لعام 2019 وذلك مع إعلان عن اسم تشيسلي كريست ملكة جمال الولايات المتحدة الأمريكية، ونيا فرانكلين ملكة جمال أمريكا، وتتويج كالي غاريس بلقب مسابقة ملكة جمال مراهقات الولايات المتحدة الأمريكية 2019 جميعهم نساء أميركيات من أصول إفريقية.
شهدت المسابقة تنافس ممثلو الولايات الخمسين و مقاطعة كولومبيا على اللقب المسابقة، التي تم بثها مباشرة على شبكة فوكس التلفزيونية واستضافه نيك لاشي وفانيسا لاشي، بينما عمل لو سييرا كمعلق، كل ذلك للمرة الثانية على التوالي. بالإضافة إلى ذلك، قدمت عروضا من تي-بين و نيك لاشي.

## خلفية

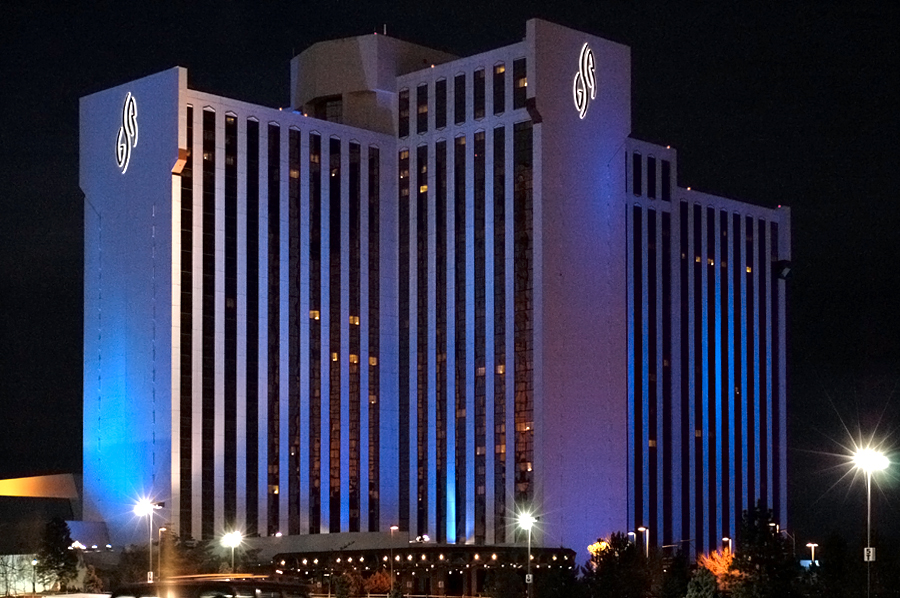
منتجع غراند سييرا في رينو، المكان المضيف لملكة جمال الولايات المتحدة 2019 المنافسة.

في 28 مارس 2019 ، أكدت منظمة ملكة جمال الكون (MUO) أن المسابقة ستعقد في 2 مايو في منتجع جراند سييرا في رينو، نيفادا. بعد ذلك بوقت قصير، تم تأكيد أن مضيفات ملكة جمال الولايات المتحدة 2018 نيك لاشي وفانيسا لاشي ستعودان لاستضافة مسابقة 2019.
بعد الإعلان عن اختيار رينو لتكون المدينة المضيفة للمسابقة، اتضح أن منظمة المسابقة كانت تخطط أصلاً لعقد المسابقة في هونولولو، هاواي. تم رفض الخطة من قِبل المسؤولين في هاواي وتم نقلها إلى رينو بواسطة المنظمة بعد أن ذكرت هيئة السياحة في هاواي أنهم لن يتمكنوا من تأمين الأموال لاستضافة المنافسة التي طلبتها المنظمة، مضيفًا أنهم سيهتمون باستضافة مسابقة 2020.

### اختيار المتسابقين
تم اختيار 51 مندوبا من الولايات الخمسين ومقاطعة كولومبيا في مسابقة ملكة الولاية التي عقدت في الفترة من أغسطس 2018 إلى يناير 2019.

### الجولة التمهيدية
قبل المسابقة النهائية، تنافس المندوبون على المسابقة الافتتاحية، التي تضمنت مقابلات خاصة مع الحكام وعرضًا تقديميًا حيث تنافسوا في ملابس السباحة وثوب المساء. فقد يوم 29 أبريل في سييرا منتجع جراند في رينو تاهو.

### نهائيات
خلال المسابقة النهائية، تنافس أفضل 15 متسابقًا في ملابس السباحة وثوب المساء وفي جولة أسئلة نهائية مخصصة، وتم اختيار الفائز من قبل لجنة من الحكام.

## النتائج

### المراكز النهائية
| النتائج النهائية                          | المتنافسة |
| ----------------------------------------- | --- |

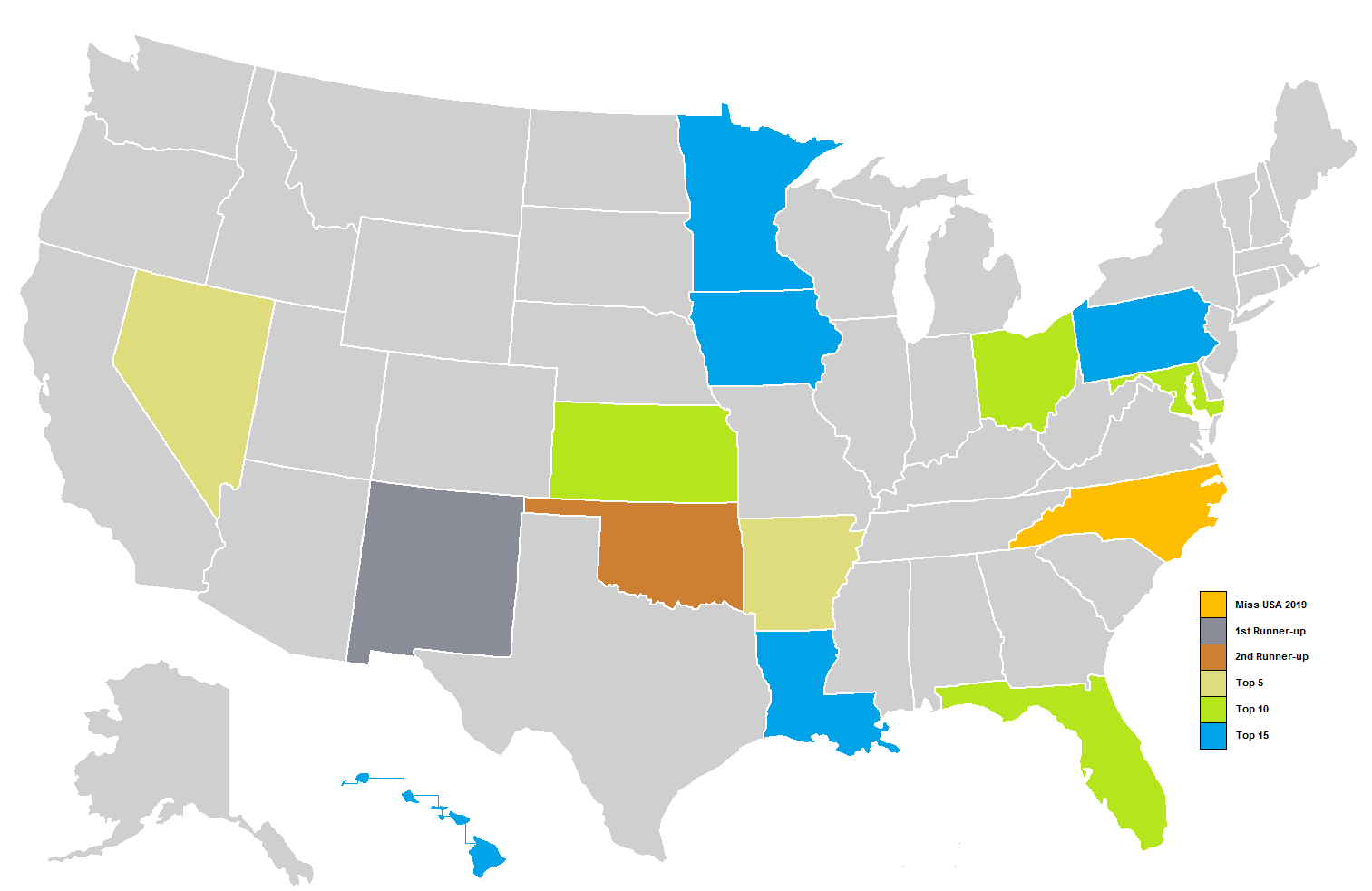
النتائج مسابقة ملكة جمال الولايات المتحدة 2019.

| ملكة جمال الولايات المتحدة الأمريكية 2019 | - كارولاينا الشمالية - تشيسلي كريست |
| الوصيفة الأولى                            | - نيومكسيكو - أليخاندرا غونزاليس |
| الوصيفة الثانية                           | - أوكلاهوما - تريانا براون |
| أفضل 5                                    | - أركنساس - سافانا سكيدمور - نيفادا - تيانا تياموهيلوا                                                                                      |
| أفضل 10                                   | - مقاطعة كولومبيا - كورديليا كرانشو - فلوريدا - نيكوليت جينينغز - كانساس - أليسا كلينزينغ - ماريلاند - مارييلا بيبين - أوهايو - أليس ماغوتو |
| أفضل 15                                   | - هاواي - لاسي تشوي - آيوا - بايلي دريزيك - لويزيانا - فيكتوريا بول - مينيسوتا - كات ستانلي - بنسيلفانيا - كايلين ماري بيريز                |

### جوائز خاصة
| جائزة             | متنافسة                 |
| ----------------- | ----------------------- |
| ملكة جمال اللطافة | - إنديانا - تيت فريتشلي |

## المتسابقات
قائمة المتسابقات المقدمة عبر منظمة ملكة جمال الولايات المتحدة الأمريكية.
| الولاية            | اسم المتسابقة       | العمر | بلد المنشأ                    | المركز                                    | ملاحظات                                                                                 |
| ------------------ | ------------------- | ----- | ----------------------------- | ----------------------------------------- | --------------------------------------------------------------------------------------- |
| ألاباما            | هانا ماكمورفي       | 21    | توسكالوسا                     |                                           |                                                                                         |
| ألاسكا             | جويلين والترز       | 25    | إيغل ريفير                    |                                           |                                                                                         |
| أريزونا            | سافانا ويكس         | 22    | براديس فالي                   |                                           | ملكة جمال مراهقات أريزونا الولايات المتحدة الأمريكية 2014 سابقا                         |
| أركنساس            | سافانا سكيدمور      | 24    | كاليكو روك                    | أفضل 5                                    | سابقا ملكة جمال أركنساس 2016                                                            |
| كاليفورنيا         | إيريكا دون          | 27    | سان فرانسيسكو                 |                                           |                                                                                         |
| كولورادو           | ماديسون دورينكامب   | 26    | لامار (كولورادو)              |                                           |                                                                                         |
| كونيتيكت           | أكاسيا كورتني       | 26    | هامدن (كونيتيكت)              |                                           | سابقا ملكة جمال مراهقات كونيتيكت المتميزات 2009 و ملكة جمال كونيتيكت 2014               |
| ديلاوير            | جوليسياكوبمان       | 24    | ميلدتاون (ديلاوير)            |                                           |                                                                                         |
| مقاطعة كولومبيا    | كورديليا كرانشو     | 26    | واشنطن العاصمة                | أفضل 10                                   |                                                                                         |
| فلوريدا            | نيكوليت جينينغز     | 22    | كليرواتر                      | أفضل 10                                   |                                                                                         |
| جورجيا             | كاترينا روزماجزل    | 21    | أتلانتا                       |                                           | ولدت في التشيك                                                                          |
| هاواي              | لاسي تشوي           | 20    | هونولولو                      | أفضل 15                                   |                                                                                         |
| أيداهو             | شيلبي براون         | 25    | بويسي                         |                                           |                                                                                         |
| إلينوي             | ألكسندرا بلوتز      | 24    | جنيف (إلينوي)                 |                                           | سابقا ملكة جمال مراهقات إلينوي الولايات المتحدة الأمريكية 2012                          |
| إنديانا            | تيت فريتشلي         | 21    | إيفانسفيل                     |                                           |                                                                                         |
| أيوا               | بايلي دريزيك        | 21    | دافنبورت                      | أفضل 15                                   |                                                                                         |
| كانساس             | اليسا كلينزينغ      | 21    | أولاث                         | أفضل 10                                   | ملكة جمال مراهقات كانساس الولايات المتحدة الأمريكية 2013 سابقا                          |
| كنتاكي             | جوردان ويتر         | 22    | لويفيل (كنتاكي)               |                                           |                                                                                         |
| لويزيانا           | فيكتوريا بول        | 26    | الإسكندرية (لويزيانا)         | أفضل 15                                   |                                                                                         |
| مين                | ليكسي إلستون        | 23    | ويندهام                       |                                           |                                                                                         |
| ماريلاند           | مارييلا بيبين       | 23    | سيفيرن                        | أفضل 10                                   | سابقا ملكة جمال مراهقات ماريلاند الولايات المتحدة الأمريكية 2014                        |
| ماساتشوستس         | كيلي أوغرادي        | 28    | بوسطن                         |                                           |                                                                                         |
| ميشيغان            | أليس مادي           | 26    | غاردن سيتي (ميشيغان)          |                                           |                                                                                         |
| مينيسوتا           | كات ستانلي          | 23    | بلومنغتون                     | أفضل 15                                   | سابقا ملكة جمال مراهقات مينيسوتا الولايات المتحدة الأمريكية 2014                        |
| ميسيسيبي           | مادلين اوفربي       | 21    | كولومبوس (مسيسيبي)            |                                           | مشجعة نيو اورليانز ساينتيشين مشجعة سابقة                                                |
| ميزوري             | ميرا جو لودتك       | 25    | سانت لويس                     |                                           |                                                                                         |
| مونتانا            | غريس زيتر           | 27    | ديلون (مونتانا)               |                                           |                                                                                         |
| نبراسكا            | ليكس نجاريان        | 25    | لنكن (نبراسكا)                |                                           |                                                                                         |
| نيفادا             | تيانا تياموهيلوا    | 26    | لاس فيغاس                     | أفضل 5                                    |                                                                                         |
| نيو هامبشير        | الكسيس شين          | 22    | مانشستر (نيوهامبشير)          |                                           |                                                                                         |
| نيو جيرسي          | مانا ساراسوات       | 21    | بلدة مارلبورو ، نيو جيرسي     |                                           |                                                                                         |
| نيو مكسيكو         | أليخاندرا غونزاليز  | 26    | لاس كروسيس (نيومكسيكو)        | الوصيفة الأولى                            |                                                                                         |
| نيويورك            | فلوريندا كاجتاسي    | 27    | يونكيرس                       |                                           |                                                                                         |
| كارولاينا الشمالية | تشيسلي كريست        | 28    | تشارلوت (كارولاينا الشمالية)  | ملكة جمال الولايات المتحدة الأمريكية 2019 |                                                                                         |
| داكوتا الشمالية    | سامانثا ردينغ       | 22    | برلنغتون (داكوتا الشمالية)    |                                           |                                                                                         |
| أوهايو             | أليس ماغوتو         | 21    | سينسيناتي                     | أفضل 10                                   | سابقا ملكة جمال أوهايو 2016                                                             |
| أوكلاهوما          | تريانا براون        | 26    | تلسا                          | الوصيفة الثانية                           | سابقا ملكة جمال أوكلاهوما 2017                                                          |
| أوريغون            | ناتالي تونسون       | 28    | بورتلاند (أوريغون)            |                                           |                                                                                         |
| بنسيلفانيا         | كايلين ماري بيريز   | 27    | كامب هيل                      | أفضل 15                                   | سابقا ملكة جمال عالم فلوريدا 2015 ومن بين أفضل 12 متسابقة في ملكة جمال عالم أمريكا 2015 |
| رود آيلاند         | نيكول بالوزي        | 23    | بروفيدنس (رود آيلاند)         |                                           |                                                                                         |
| كارولاينا الجنوبية | ماكنزي ديفينا       | 21    | كليمسون                       |                                           |                                                                                         |
| داكوتا الجنوبية    | أبيجيل ميرشمان      | 22    | سو فولز                       |                                           |                                                                                         |
| تينيسي             | سافانا هودج         | 25    | ناشفيل (تينيسي)               |                                           |                                                                                         |
| تكساس              | أوليه بينافيدز      | 23    | سان أنطونيو                   |                                           | سابقا ملكة جمال الولايات المتحدة 2016                                                   |
| يوتا               | أماندا رينيه جيروكس | 23    | سولت ليك                      |                                           |                                                                                         |
| فيرمونت            | بيثاني غارو         | 20    | روتلاند                       |                                           |                                                                                         |
| فرجينيا            | كورتني لين سميتس    | 22    | وودبريدج                      |                                           | سابقا ملكة جمال مراهقات جورجيا الولايات المتحدة الأمريكية 2012                          |
| واشنطن             | إيفلين كلارك        | 27    | كاثلاميت (واشنطن)             |                                           |                                                                                         |
| فيرجينيا الغربية   | هالي هولواي         | 24    | مورغانتاون (فيرجينيا الغربية) |                                           | سابقا ملكة جمال مراهقات فرجينيا الغربية الولايات المتحدة الأمريكية 2013                 |
| ويسكونسن           | دانيكا ترامبرغ      | 22    | هوبرتوس                       |                                           |                                                                                         |
| وايومنغ            | أديسون تريش         | 19    | جيليت (وايومنغ)               |                                           | سابقا ملكة جمال مراهقات وايومنغ المتميزات 2014                                          |

## حكام
- نيكول فيلد - سيدة أعمال ومنتجة ونائبة للرئيس لشركة فيلد للترفيه،
- كيم كاوبى - سيدة أعمال ومؤسس مشارك لشركة سوبرفان
- ديمي لاي نيل بيترس - ملكة جمال الكون 2017 من جنوب أفريقيا
- أوكونوا أوجو - مسؤول تنفيذي تسويقي لكوفرجيرل، ريميل، وفيرا وانغ
- آمي بالمر - صحفية ورائدة أعمال
- دينيس كينونيس - ملكة جمال الكون 2001 من بورتوريكو
- هيلاري شيف - سياسي وعمدة رينو، نيفادا
- باتريشيا سميث - محب الخير وملكة جمال فرجينيا الولايات المتحدة الأمريكية 1994

## روابط خارجية
- موقع ملكة جمال الولايات المتحدة الأمريكية الرسمي